# Verwaltungsgebäude Deutschhausstraße 11+13
Das Verwaltungsgebäude Deutschhausstraße 11–13 in Marburg beherbergt heute Teile der Universitätsverwaltung der Philipps-Universität Marburg. Die ursprünglich aus zwei Häusern bestehenden Haushälften wurden zwischen 1908 und 1912 als Wohnhäuser errichtet und später als Klinikumsapotheke der Universitätskliniken genutzt.

## Geschichte
Die beiden traufständigen Doppelhäuser wurden zwischen 1908 und 1912 errichtet. Das östliche Gebäude (Haus Nr. 13) stammt aus dem Jahr 1908. Es wurde als Wohnhaus errichtet. Das westliche Gebäude (Haus Nr. 11) wurde 1912 von der Baufirma Reising & Ziggel für Professor Heinrich Hildebrand erbaut. 1913 erwarb die Universität Marburg das westliche Gebäude, welches zunächst als Dienstwohnung für den Direktor der Frauenklinik diente. 1962 wurde dort die zentrale Apotheke der Universitätskliniken eingerichtet, und 1968/69 wurden beide Haushälften miteinander verbunden.

## Architektur

### Deutschhausstraße 11
Der westliche Teil des Doppelhauses ist ein zweigeschossiger Putzbau über einem Sandsteinkellersockel mit einem Drempelgeschoss in Fachwerk. Das ziegelgedeckte Walmdach öffnet sich straßenseitig in einem hohen Fachwerkzwerchhaus mit Satteldach. Im Giebelfeld befindet sich ein polygonal gebrochener Haubenerker mit Andreaskreuzen in den Brüstungsfeldern. Zwei Stichbogenfenster im Erdgeschoss rahmen den separaten Eingang. Rückseitig befindet sich ein Zwerchhaus mit Ochsenauge. Das Treppenhaus erstreckt sich bis ins Dach und ist an der Fensteranordnung erkennbar. Beide Eingangstüren sind erhalten, ebenso teilweise die rückwärtigen Fenster, der Rest in originalem Teilungsbild. Das Gebäude gilt als Kulturdenkmal aus siedlungsgeschichtlichen und städtebaulichen Gründen.

### Deutschhausstraße 13
Die östliche Haushälfte ist ebenfalls ein zweigeschossiger Putzbau über einem Sandsteinkellersockel. Im vorderen Bereich ist dem Gebäude nach Osten ein Anbau vorgelagert, der die Fassade verbreitert und das hohe Zwerchhaus mittig erscheinen lässt. Dieses Zwerchhaus wird durch drei Rundbogenfenster und ein Ochsenauge unter dem Mansarddach gegliedert. Der Zugang liegt außenmittig und ist über sandsteinerne Stufen erreichbar. Rückwärtig befindet sich ein Zwerchhaus mit Satteldach. Das Treppenhaus ist anhand der kleineren Fenster in der Fassade ablesbar, Haustür und Fenster größtenteils im originalen Teilungsbild. Auch dieses Gebäude ist Teil der charakteristischen Zeilenbebauung der Deutschhausstraße und als Kulturdenkmal ausgewiesen.

## Nutzung
Nach dem Umzug der Klinikumsapotheke auf die Lahnberge werden die Räume heute vom Dezernat VI – Internationale Angelegenheiten der Universitätsverwaltung sowie der Marburg University Research Academy genutzt.